# Френтани
Френтаните (Frentani; на гръцки: Φρεντανοί; Φερεντανοί) са древен народ, живял в Централна Италия до Адриатическо море.
Техни съседи са самнитите, маручините, пелигните, вестините, марсите.
Тяхната столица е Френтрум в Апулия.
Името им се споменава за пръв път през 319 пр.н.е., когато Квинт Авлий Церетан води поход против тях и превзема техния град.
Те въстават с други италийски племена против Римската република, (Съюзническа война (91–88 пр.н.е.)
По време на Гражданската война на Цезар 49 пр.н.е. на тяхната територия се водят битки.
На тях е кръстен пътят Via Trajana Frentana.